# Ranxeria Roaring Creek
La ranxeria Roaring Creek és una reserva índia federal que pertany als membres atsugewis i achomawis de la tribu Pit River, una tribu reconeguda federalment d'amerindis de Califòrnia. La ranxeria es troba al comtat de Shasta al nord de Califòrnia.
Establida en 1915, la ranxeria Montgomery Creek té una extensió de 80 acres (320.000 metres quadrats) i 14 habitants i està situada a 43 milles al nord-est de Redding (Califòrnia). Més localment, es troba 5 milles al nord-oest de l'àrea no incorporada de Montgomery Creek.